# 扬雄
扬雄（前53年—18年），字子雲，姓名又作杨雄，蜀郡成都（今四川成都郫都区）人，西汉哲学家、文学家、语言学家。

## 家族与姓氏问题
揚雄的遠祖出自周之姬姓。西周王室的旁支有名叫伯僑者，在晉之楊邑（在今山西洪洞縣東南十五里）受封采地，世稱楊侯，其子孫便以楊爲氏。至戰國時期，楊侯爲躲避晉國六卿之亂，舉家南遷至楚之巫山（今四川巫山縣）。在戰國末年直至楚漢相爭的數十年間，楊氏都受戰亂波及，不得安居，於是又溯長江而上遷至巴郡江州（在今重慶附近巴縣以西）。
扬雄的五世祖扬季，官至庐江太守，在西汉元鼎年间，为了躲避仇家，又攜家溯长江而上，移居至岷山以南的郫县并定居下来。扬雄的家族所拥有的田地不多，仅「有田一㙻，有宅一区，世世以农桑为业」；并且其住处「左邻崇山，右接旷野」，因此土地也并不丰饶。在这种情况下，扬家世代过着小自耕农的生活，十分贫寒，最好不过能谋得一家温饱。
扬雄的姓是「扬」还是「杨」，这历来是一个有争议的问题。根據揚雄的自序，其先祖受封於晉之楊邑，因以其地為姓，則扬雄之姓本应为「杨」。东汉延熹（158~167）年间所刻《郎中郑固碑》有「君大男孟子有杨乌之才」，其中杨乌即扬雄之子。汉末杨修《答临淄侯笺》中有「脩家子雲」，可知汉末人尚多以扬雄之姓为杨。唐杜甫《赠献纳使起居田舍人》《秋日荆南送石首薛明府辞满告别奉寄薛尚书颂德叙怀斐然之作三十韵》等诗作提及扬雄处，宋二王本皆作「杨雄」。尤其值得注意的是，杜甫《夏日杨长宁宅送崔侍御常正字入京》首句「醉酒杨雄宅」。杜甫于赋杨长宁宅用扬雄的典故，则杜甫亦以扬雄之姓为「杨」。
宋元时期，不同版本的《汉书》对扬雄的姓记载各异。有的版本全部作「扬」，有的版本「扬」「杨」杂出，至明监本，则统一改作「扬」。对于这种现象，学者段玉裁在《说文解字注》中解释道：
|  | 古假「杨」为「扬」，故《诗·杨之水》，毛曰：「杨，激扬也。」《广雅》曰：「杨，扬也。」《佩觿》曰：「扬，柳也，亦州名。」古书州名皆作「杨」矣。 |

然而，对于扬雄姓氏问题本身，段玉裁则又认为其姓当为「杨」，作「扬」者是伪说。段的观点得到了王念孙的支持。汪荣宝对此批评道：「同声通用，古书常例，托名标帜，尤无正假可言。谓雄姓从手，与『杨』不同，斯为妄论；必以作『杨』为谬，亦乖通义。」
王先谦支持杨、扬二字假借相通的观点，并举出扬州、扬干等名物在不同版本《汉书》中杨、扬二字杂出为例证。他同时认为，之所以明监本忽然统一改爲手旁「揚」，是由于明朝人開始使用俗體字。
徐复观认为，扬雄本姓为杨，只因西汉元鼎年间，其先祖杨季为躲避仇家，移居岷南郫县时，始将原姓「杨」稍加更改为「扬」。因此，他们的家族便不与郫县其他杨姓相通，于是扬雄才写道「故雄无它扬于蜀」。

## 思想

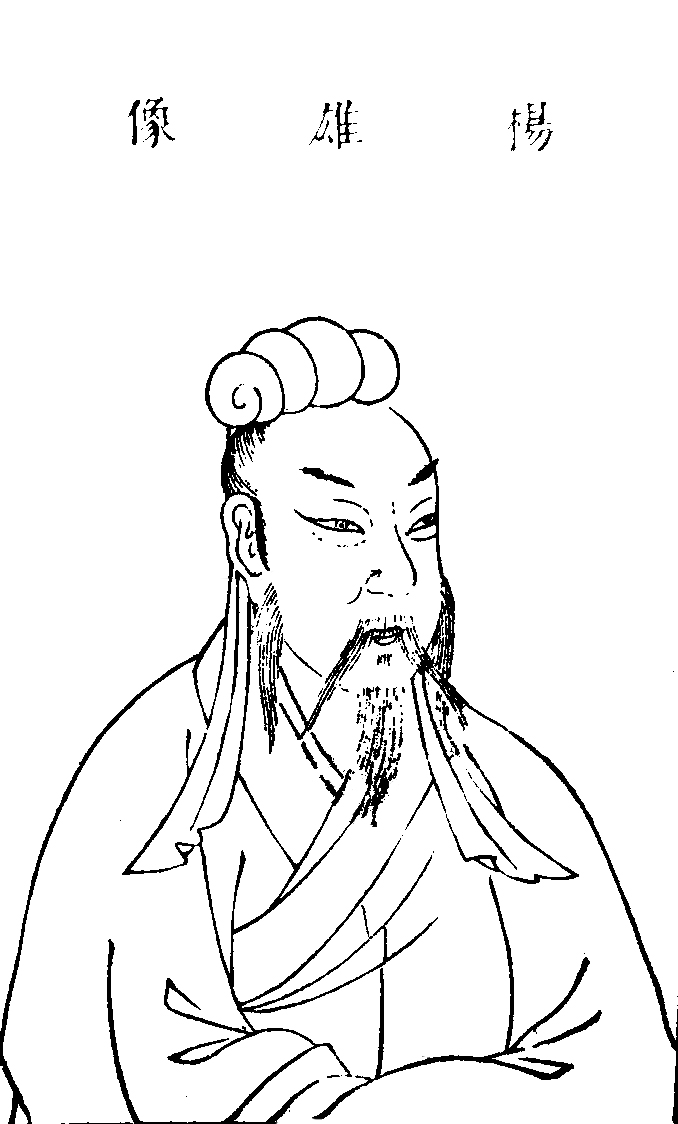
扬雄像

扬雄提出以“玄”作为宇宙万物根源的学说，强调如实的认识自然现象，并认为“有生者必有死，有始者必有终”，驳斥了方士的学说。
在人性論上，揚雄於《法言·修身》說：「人之性也，善惡混，修其善，則為善人；修其惡，則為惡人。」他以氣稟言人的實然之性，採告子、荀子「化性起偽」的思路，謂善惡相混的人性有待後天外鑠性的教化。他標準「君子」為教育的目標，教學的內容是禮義，「視、聽、言、貌、思」的導正是陶塑品德的必要重點。其中「思」是心的發用所在，揚雄稱心的難測之用為「神」，為教化的關鍵所在。

## 評價
- 張衡稱他「妙極道術」。
- 颜之推：“然而自古文人，多陷轻薄：。。。；扬雄德败《美新》；。。。”（《颜氏家训》）
- 朱熹認為他「拙底工夫」。
- 曾國藩《曾國藩家訓‧咸豐九年三月初三日淸明》：揚子雲為漢代文宗，而其《太玄》摹《易》，《法言》摹《論語》，《方言》摹《爾雅》，《十二箴》摹《虞箴》，〈長楊賦〉摹〈難蜀父老〉，〈解嘲〉摹〈客難〉，〈甘泉賦〉摹〈大人〉賦，〈劇秦美新〉摹〈封禪文〉，〈諫不許單于朝書〉摹《國策·信陵君諫伐韓》，幾於無篇不摹。[14]
- 曾國藩《曾國藩家訓‧同治元年五月十四日》：余觀漢人詞章未有不精於小學訓詁者，如相如、子雲、孟堅，於小學皆專箸一書，《文選》於此三人之文箸錄最多。余於古文志在效法此三人幷司馬遷、韓愈五家。以此五家之文，精於小學訓詁，不妄下一字也。

## 文学形象
扬雄的形象常作为潜心于学术，不慕名利，不谙世故的学者的典型出现在后世的文学作品中。
- 左思《咏史·济济京城内》（八首其四）:“寂寂扬子宅，门无卿相舆。寥寥空宇中，所讲在玄虚。言论准仲尼，辞赋拟相如。悠悠百世后，英名擅八区。”
- 卢照邻《长安古意》:“寂寂寥寥扬子居，年年岁岁一床书。独有南山桂花发，飞来飞去袭人裾。”
- 李白《古风·咸阳二三月》（五十九首其八）:“子云不晓事，晚献《长杨》辞。赋达身已老，草《玄》鬓若丝。投阁良可叹，但为此辈嗤。”
- 李白《古风·一百四十年》（五十九首其四十六）:“独有扬执戟，闭关草《太玄》。”
- 李白《侠客行》：“谁能书阁下，白首《太玄》经？”
- 李贺《绿章封事》：“金家香衖千轮鸣，扬雄秋室无俗声。”
- 戴叔伦《行路难》：“扬雄闭门空读书，门前碧草春离离。”
- 刘禹锡《陋室铭》：“南阳诸葛庐，西蜀子云亭。”

## 主要著作
- 《法言》
- 《太玄》
- 《方言》

## 主要賦文作品
1. 《長楊賦》
2. 《蜀都賦》
3. 《甘泉賦》
4. 《羽獵賦》
5. 《逐貧賦》
6. 《解嘲》

## 遗址
- 子雲亭，在今中国四川省绵阳市西山。
- 扬雄墓，又称子云坟，在今中国四川省成都市郫都区友爱镇子云村。

## 延伸阅读
[在维基数据编辑]
 在维基文库阅读此作者作品（ 在维基共享资源阅览影像）
 《欽定古今圖書集成·理學彙編·經籍典·揚子部》，出自陈梦雷《古今圖書集成》
 《漢書/卷087上》，出自班固《漢書》
 《漢書·卷087下》，出自班固《漢書》

## 外部連結
- Yang Xiong （页面存档备份，存于）, Internet Encyclopedia of Philosophy biography
- 扬雄的作品  - 古騰堡計劃
- 方言: 13卷 (1873 edition) （页面存档备份，存于）
- Full text of Yang Xiong's Fa Yan Archive.today的存檔，存档日期2013-04-14 (English and Chinese) - Chinese Text Project
- Yang Xiong （页面存档备份，存于）, Qin Shi Bu (琴史補; "Appended History of the Guqin") article